# Argus As 10
El Argus As 10 fue un motor de aviación de baja potencia alemán, diseñado y construido para utilizarse principalmente en aviones de entrenamiento como el Arado Ar 66 y el Focke-Wulf Fw 56 Stösser, además de otros aviones de observación y de comunicaciones de corto alcance, como el Fieseler Fi 156 Storch, durante la Segunda Guerra Mundial y hasta poco tiempo después de finalizada esta. Fue construido por primera vez en 1928. También fue usado en el Siebel Si 201. Posteriormente, se desarrollaría en el motor Argus As 401 V-12.

## Aviones que utilizaron el motor
- Arado Ar 66
- Arado Ar 76
- Dornier Do 12
- Fieseler Fi 156 Storch
- Focke-Wulf Fw 56 Stösser
- Focke-Wulf Fw 58 Weihe
- Gotha Go 145
- Kaproni-Bulgarski KB.6 Papagal
- Klemm Kl 151
- Messerschmitt Bf 108 "Taifun"
- Rogožarski SIM-XIV-H
- Siebel Si 201

## Especificaciones (Argus As 10 C)
- Tipo: motor de pistones de 8 cilindros enfriado por aire, en V invertida a 90°
- Diámetro cilindro: 120 mm
- Carrera cilindro: 140 mm
- Cilindrada: 12.667 cc
- Longitud: 1.105 mm
- Altura: 936 mm
- Peso: 213 kg
- Válvulas: Dos válvulas por cilindro
- Alimentación: Dos carburadores Sun adaptados para acrobacia
- Combustible: gasolina de 80 octanos
- Refrigeración: Aire
- Potencia: 179 kW (240 hp) a 2.000 rpm
- Potencia/cilindrada: 14,8 kW/l (19,9 hp/l)
- Potencia/peso: 0,835 kW/kg (1,12 hp/kg)
- Compresión: 5,9:1
- Consumo: 235 g/(hp*h)